# Goldbrasse

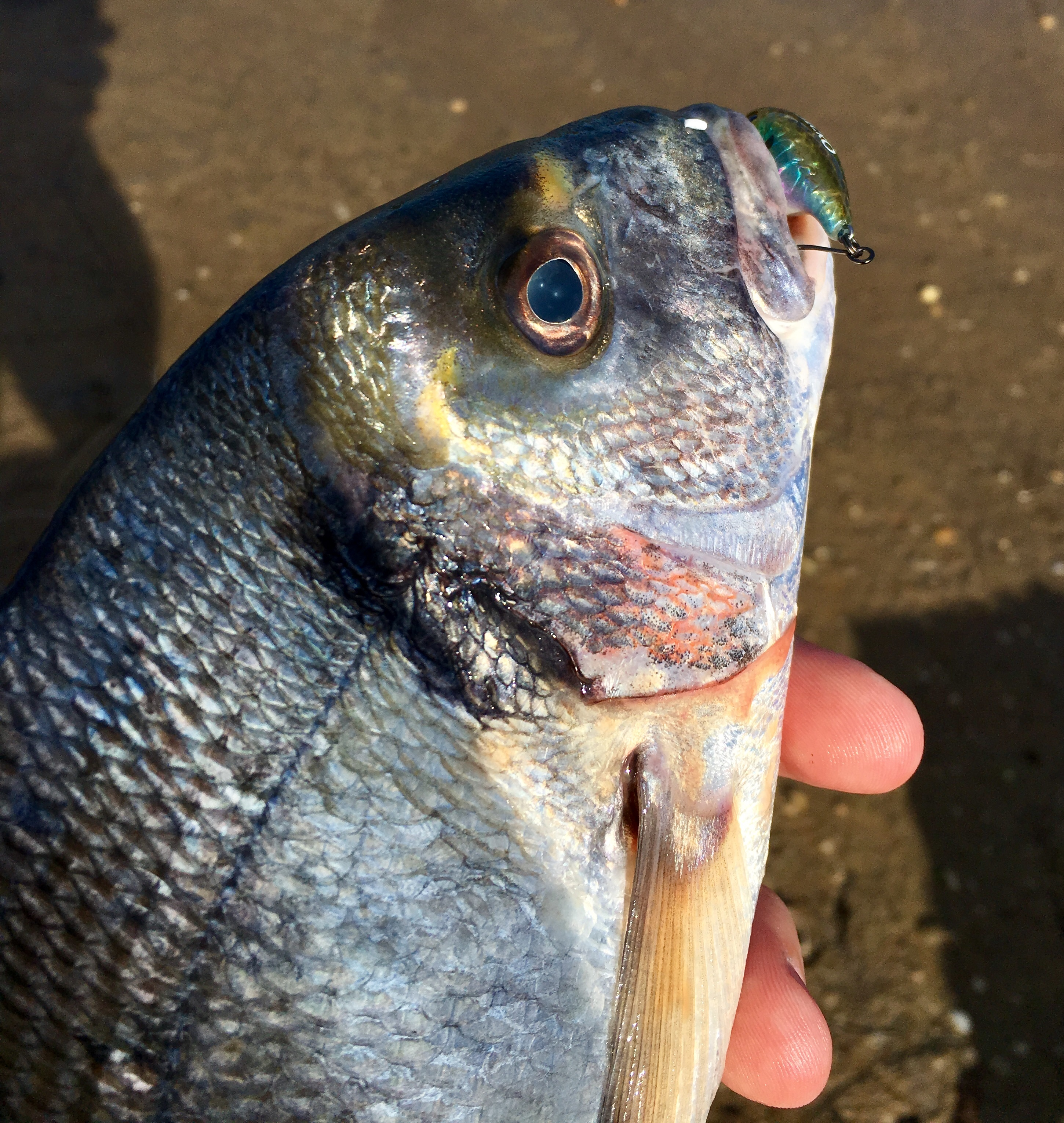
Kopf einer Goldbrasse

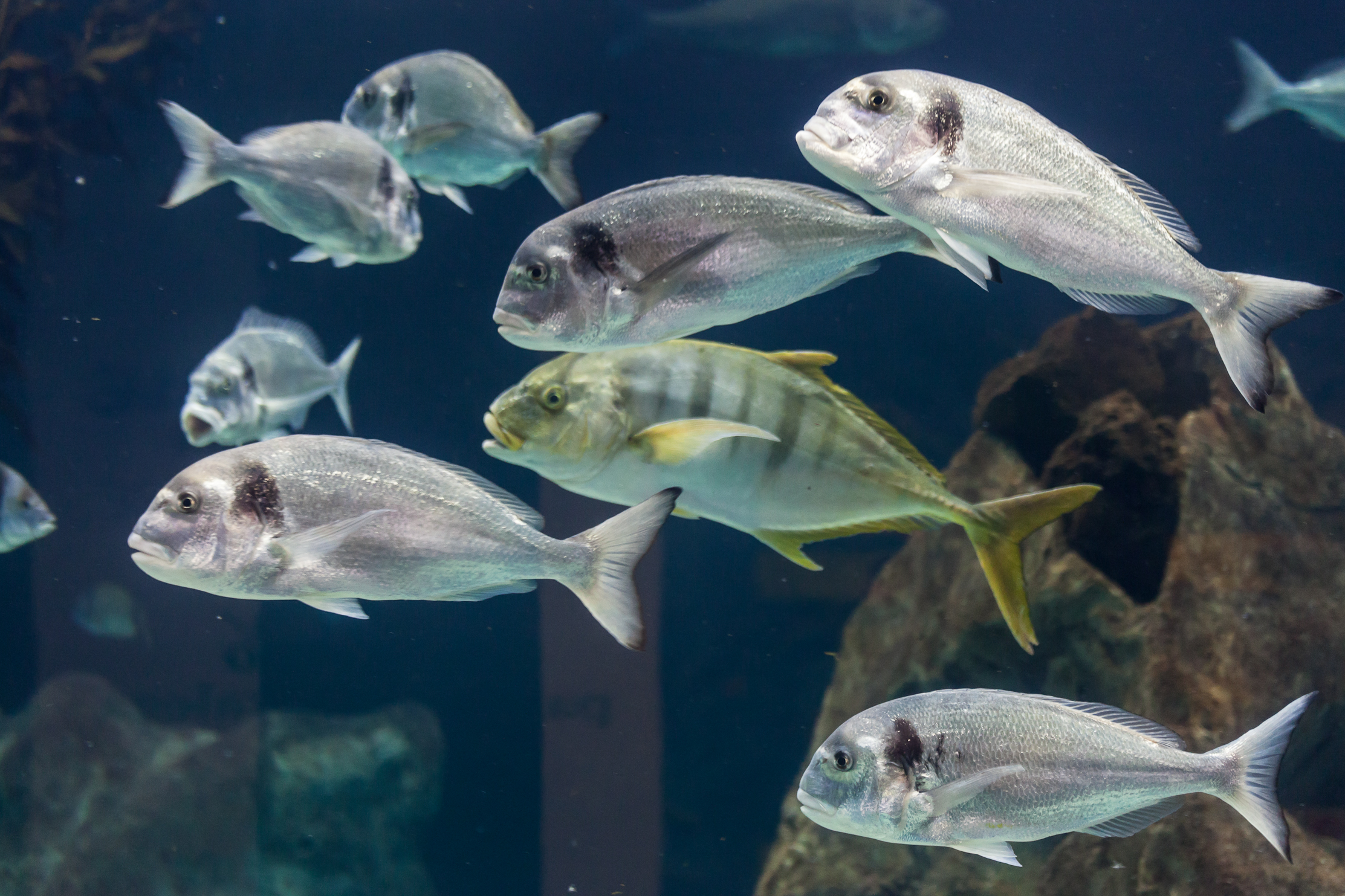
Goldbrasse (Sparus aurata), Schwarm in einem Aquarium des Loro Parque (Teneriffa)

Die Goldbrasse (Sparus aurata), auch unter den Namen Dorade (von französisch Daurade), Dorade Royale, Orade oder (italienisch) Orata bekannt, ist die einzige Art der Gattung Sparus aus der Familie der Meerbrassen (Sparidae). Sie ist ein seit der Antike bekannter Speisefisch.

## Beschreibung
Die Goldbrasse ist kräftig gebaut. Der Körper ist hochrückig und seitlich stark abgeflacht, der Kopf abgerundet und relativ groß. Die Rückenflosse ist langgezogen und mit Stachelstrahlen bewehrt. Die Schwanzflosse ist tief gegabelt, die Brustflossen lang und spitz. Der Körper der Goldbrasse ist mit silbernen Schuppen besetzt. Am Hinterrand des Kiemendeckels befindet sich ein schwarzer Fleck, zwischen den Augen ein namensgebendes goldenes Band. Das Maul der Goldbrasse ist endständig bis leicht unterständig, die Lippen sind dick, die Bezahnung besteht aus kräftigen Mahlzähnen.
Die Goldbrasse wird im Normalfall zwischen 25 und 35 Zentimeter lang und bis zu 2,5 Kilogramm schwer, allerdings werden selten auch Exemplare mit über 70 Zentimetern Länge gefangen, das größte bisher bekannt gewordene Exemplar wog 17,2 Kilogramm.
Eine Besonderheit bei Goldbrassen ist, dass es keine rein männlichen oder weiblichen Tiere gibt. Sie sind immer zweigeschlechtlich – bis zum Alter von zwei Jahren und der Größe von 20 bis 30 Zentimetern männlich, danach weiblich.

## Lebensweise

### Vorkommen
Die Goldbrasse lebt küstennah in Tiefen von 5 bis 150 Metern. Sie bevorzugt sandigen oder kiesigen Boden, kann jedoch auch bei Riffen und Felsküsten angetroffen werden. Die Fische sind im Normalfall tagaktiv und einzelgängerisch, in stark befischten Gebieten kann sich die Aktivität in die Nacht verlagern.

### Nahrung
Die Hauptnahrung bilden Muscheln, Schnecken und Krebse wie Kaisergranat, Strandkrabben oder Bärenkrebse, deren harte Schalen und Panzer die Goldbrasse mühelos knacken kann. Daneben werden auch Kalmare und Sepien sowie kleinere Fischarten wie Seenadeln, Ährenfische, Leierfische, Sardinen, Sardellen und Seepferdchen gefressen.

## Verbreitung

Verbreitungsgebiet

Die Goldbrasse lebt vorwiegend im Mittelmeer, ihr Verbreitungsgebiet erstreckt sich im Atlantik bis an die nordafrikanische Küste, die Kanarischen Inseln und nördlich bis zu den Britischen Inseln.

## Fischerei, Aquakultur und Verwendung
Die Goldbrasse ist ein äußerst schmackhafter und hochpreisiger Speisefisch mit feinem, weißem Fleisch, das sowohl roh als auch gegrillt, gebraten, gebacken oder gedünstet gegessen werden kann und in den vergangenen Jahrzehnten in Deutschland populär geworden ist. Der heute im Handel am häufigsten verwendete Name ist Dorade. Goldbrasse wird mit Stellnetzen, Schleppnetzen und Langleinen gefangen. Auch Hobbyangler stellen ihr nach.
Während die Goldbrasse in der Natur selten geworden ist, wird sie in großem Stil in Aquakultur in Netzkäfigen gezüchtet. Die von dort stammenden Fische entsprechen zwar nicht der Qualität eines Wildfisches, sind aber immer noch exquisite Speisefische. Goldbrassen werden heute erfolgreich unter anderem in Griechenland, der Türkei, Israel, Italien, Spanien und Kroatien gezüchtet, wobei Griechenland und Kroatien die größten Produzenten sind.
An der ägyptischen Küste wurde die Goldbrasse schon vor 3500 Jahren kultiviert.